# 28700 Balachandar
28700 Balachandar è un asteroide della fascia principale. Scoperto nel 2000, presenta un'orbita caratterizzata da un semiasse maggiore pari a 2,2993489 UA e da un'eccentricità di 0,1286800, inclinata di 6,07582° rispetto all'eclittica.